# Bataille de Chotusitz
Guerre de Succession d'Autriche
Batailles
- Mollwitz (04-1741)
- Chotusitz (05-1742)
- Sahay (05-1742)
- Prague (06/12-1742)
- Dettingen (06-1743)
- Cap Sicié (02-1744)
- 19 mai 1744
- Menin (05/06-1744)
- Ypres (06-1744)
- Furnes (07-1744)
- Fribourg (11-1744)
- Tournai (04/06-1745)
- Pfaffenhofen (04-1745)
- Fontenoy (05-1745)
- Hohenfriedberg (06-1745)
- Melle (07-1745)
- Gand (07-1745)
- Bruges (07-1745)
- Audenarde (07-1745)
- Termonde (08-1745)
- Ostende (08-1745)
- Nieuport (08/09-1745)
- Ath (09/10-1745)
- Soor (09-1745)
- Hennersdorf (11-1745)
- Kesselsdorf (12-1745)
- Culloden (04-1746)
- Mons (06/07-1746)
- Bruxelles (01/02-1746)
- Namur (09-1746)
- Charleroi (07/08-1746)
- Lorient (09/10-1746)
- Rocourt (10-1746)
- Cap Finisterre (1er) (05-1747)
- Lauffeld (07-1747)
- Bergen-op-Zoom (07/09-1747)
- Cap Finisterre (2e) (10-1747)
- Saint-Louis-du-Sud (03-1748)
- 18 mars 1748
- Maastricht (04/05-1748)

Campagnes italiennes
- Combat de Saint-Tropez (06-1742)
- Camposanto (02-1743)
- Villafranca (04-1744)
- Casteldelfino (07-1744)
- Velletri (08-1744)
- Madonne de l'Olmo (09-1744)
- Bassignana (09-1745)
- Josseau (10-1745)
- Plaisance (06-1746)
- Tidone (08-1746)
- Rottofreddo (08-1746)
- Gênes (1er) (12-1746)
- Gênes (2e) (07-1747)
- Assietta (07-1747)

La bataille de Chotusitz (ou de Chotusice) eut lieu le 17 mai 1742 entre les Autrichiens sous les ordres de Charles-Alexandre de Lorraine et les Prussiens commandés par Frédéric II de Prusse. 
Les forces en présence sont à peu près équivalentes, mais l'opiniâtreté de l'infanterie prussienne fait la différence. Les Autrichiens sont forcés de battre en retraite, en bon ordre mais en laissant aux Prussiens 12 000 prisonniers et 18 canons. Il y eut environ 7 000 morts ou blessés dans les deux camps. C'est la cavalerie prussienne qui, en chargeant plusieurs fois, paie le plus lourd tribut et est presque entièrement détruite.

## Officiers commandant la bataille

### Officiers prussiens
- Roi Frédéric II
- Lieutenant-général Christoph Wilhelm von Kalckstein, centre de la première offensive
- Lieutenant-général Wilhelm Dietrich von Buddenbrock, cavalerie de l'aile droite dans la première offensive
- Général d'infanterie Léopold II d'Anhalt-Dessau, commandement de l'infanterie dans la seconde offensive
- Colonel Prince Ferdinand de Brunswick-Lunebourg, à l'état-major du roi

### Officiers autrichiens
- Prince Charles-Alexandre de Lorraine, partage le commandement avec le comte Königsegg